# Коломбо, Бартоломе
Бартоломе́ Коло́мбо (исп. Bartolomé Colombo; 24 августа 1916 — неизвестно) — аргентинский футболист, левый защитник.

## Карьера
Бартоломе Коломбо выступал за клубы «Архентинос Хуниорс», «Сан-Лоренсо», «Атланта Архентинос», «Химнасия и Эсгрима» и «Альмагро». Лучшие годы карьеры игрока прошли в «Сан-Лоренсо», в составе которого он дебютировал 11 апреля 1937 года в матче с «Расингом». Всего за команду он выступал 10 лет, проведя 236 игр, и выиграл в её составе в 1946 году чемпионат Аргентины.
В составе сборной Аргентины Коломбо провёл 17 игр. Он был участником трёх чемпионатов Южной Америки, в двух из которых его команда побеждала. В 1937 году он сыграл только два матч на турнире, выходя на замену вместо Селестино Мартинеса в игре с Перу и Уругваем. В 1941 году Коломбо провёл 2 игры из 4-х, проведённых командой. А в 1945 году сыграл все 6 матчей.

## Достижения
- Чемпион Аргентины (1): 1946
- Чемпион Южной Америки (2): 1941, 1945